# Джейн Сіксміт
Джейн Сіксміт  (англ. Jane Sixsmith, 5 вересня 1967) — британська хокеїстка на траві, олімпійська медалістка.

## Виступи на Олімпіадах
| Олімпіада      | Дисципліна     | Місце |
| -------------- | -------------- | ----- |
| Сеул 1988      | хокей на траві | 4     |
| Барселона 1992 | хокей на траві | 3     |
| Атланта 1996   | хокей на траві | 4     |
| Сідней 2000    | хокей на траві | 8     |